# Qarabulaq (Göygöl)
Qarabulaq (in armeno Մարտունաշեն?, Martunashen) è un comune dell'Azerbaigian situato nel distretto di Göygöl. Conta una popolazione di 246 abitanti. Prima della Operazione anello del 1991 era abitato prevalentemente da armeni e come tale era rivendicato dalla dissolta repubblica di Artsakh.